# Lithacodia mollicula
Lithacodia mollicula är en fjärilsart som beskrevs av Ludwig Carl Friedrich Graeser 1888. Lithacodia mollicula ingår i släktet Lithacodia och familjen nattflyn. Inga underarter finns listade i Catalogue of Life.